# Caroline Henderson
Caroline Henderson, född 28 februari 1962 i Stockholm, är en svensk-dansk pop- och jazzsångerska och skådespelerska.
Caroline Hendersons far, jazzmusikern Rudy Henderson (död 2005), var från USA och hennes mor från Sverige. Hon växte upp i Philadelphia, i Paris och i Sverige som tonåring. Hon flyttade 1983 till Köpenhamn, där hon fortfarande bor och arbetar.
Caroline Henderson började sjunga yrkesmässigt i Sverige vid 16 års ålder. I Danmark fick hon som popsångerska sitt genombrott 1989 tillsammans med sångerskan Maria Bramsen i deras band Ray Dee Ohh. Hon debuterade som soloartist 1995 med Cinemataztic. 

## Diskografi
- 2011 - Jazz, Love & Henderson - Copenhagen Records
- 2009 - Keeper Of The Flame - Copenhagen Records
- 2008 - No 8 - Copenhagen Records
- 2006 - Love or Nothin' - Stunt/Sundance STUCD0612
- 2004 - Made in Europe - Stunt Sundance
- 2003 - Don't Explain -Stunt/Sundance STUCD03172
- 2002 - NAOS - Sony
- 2000 - Dolores J - The Butterfly - RCA
- 1998 - Metamorphing - RCA
- 1995 - Cinemataztic - RCA